# Élvio Rodrigues Martins
Élvio Rodrigues Martins (* 20. Jahrhundert) ist ein brasilianischer Humangeograph.

## Leben
Martins schloss 1986 sein Geographiestudium an der Bundesuniversität von Rio Grande do Sul ab. 1997 promovierte er bei Armando Corrêa da Silva am Geographischen Institut der Universität São Paulo (USP) mit der Arbeit Da Geografia à Ciência Geográfica e o Discurso Lógico („Von der Geographie zur Geographischen Wissenschaft und dem logischen Diskurs“). 2017 habilitierte (livre-docência) er am Geographischen Institut der USP mit der Arbeit Geografia e filosofia: o fundamento geográfico do homem („Geographie und Philosophie: die geographischen Grundlagen des Menschen“).  Als außerordentlicher Professor (Professor Associado) verdient er an der USP monatlich 15.176,16 Reais (Stand 2021).
Martins forscht zu theoretischen und methodischen Fragen der Geowissenschaften: Geschichte und Erkenntnistheorie des geographischen Denkens, Ontologie und Geographie als theoretische Reflexion sowie in ihren empirischen Grundlagen. Seine Schriften umfassen das Städtische in verschiedenen Geographien, die Technologie in der Mensch-Umwelt-Beziehung, Kulturgeographie als Identität und Zugehörigkeit von Mensch und Gesellschaft in Bezug auf das Territorium, Geographie der Kommunikation und Netzwerke/Ströme bei der Definition von Regionalitäten. Er prägte dabei wesentlich den intellektuellen Werdegang des Schriftstellers Samarone Marinho.
Mit Sonia Maria Vanzella Castellar gab Martins die sechsbändige geografische Lehrmittelreihe Geografia heraus.

## Schriften (Auswahl)
- A geografia urbana na dissolução das identidades originárias. In: Scripta Nova: Revista electrónica de geografía y ciencias sociales. Nr. 5, 94, 2001. ISSN 1138-9788
- A cibergeografia e o continente das cidades virtuais. In: Scripta Nova: Revista electrónica de geografía y ciencias sociales. Nr. 4, 69, 2000. ISSN 1138-9788
- Lógica e Espaço na obra de Immanuel Kant e suas implicações na Ciência Geográfica. In: GEOgraphia, Band 5, Nr. 9, 2003 (Abstract).
- A Relação Homem Geografia. In: Anais do Encontro Estadual de Geografia do Rio Grande do Sul, Porto Alegre, 2004.
- Geografia e ontologia: O fundamento geográfico do ser. In: GEOUSP Espaço e Tempo, Band 11, Nr. 1, S. 33–51, 2007. doi:10.11606/issn.2179-0892.geousp.2007.74047
- Pensamento geográfico é geografia em pensamento. In: Ângela Massumi Katuta, Deise F. Ely, Eliane T. Paulino, Fábio C. A. da Cunha, Ideni T. Antonello (Hrsg.): Geografia e Mídia Impressa. Londrina: Moriá, 2009, S. 13–36. ISBN 9788578460433
- As dimensões do geográfico: diálogo com Armando Corrêa da Silva. In: GEOUSP Espaço e Tempo, Band 18, Nr. 1, S. 40–54, 2014. doi:10.11606/issn.2179-0892.geousp.2014.81076
- O Pensamento Geográfico – Geografia em Pensamento?. In: GEOgraphia (UFF), Band 18, Nr. 37, S. 61–79, 2016 (Abstract).
- Buchkapitel in: Ana Fani Alessandri Carlos, Rita de Cássia Ariza da Cruz (Hrsg.): A necessidade da geografia. São Paulo: Contexto, 2019. ISBN 9788552001584
- As Dimensões do Geográfico: da quantidade à qualidade; do ente ao ser. In: GEOUSP Espaço e Tempo, Band 24, Nr. 1, S. 8–26, 2019. doi:10.11606/issn.2179-0892.geousp.2020.151300
- Herausgeberschaft mit Sonia Maria Vanzella Castellar: Geografia. Lehrmittelreihe. São Paulo: Governo do Estado de São Paulo, Secretaria de Estado da Educação de São Paulo, Universidade de São Paulo, 2004 (OCLC 457524765):

- Band 1: Geografia.
- Band 2: Geopolítica e poder mundial.
- Band 3: Cartografia.
- Band 4: Geografia.
- Band 5: Questão agrária e população.
- Band 6: O desenvolvimento industrial brasileiro e o processo de concentração industrial.